# Sun Kil Moon
Sun Kil Moon – amerykański zespół folk rockowy z San Francisco, aktywny od 2002 roku. Początkowo był kontynuacją zespołu Red House Painters, który niedługo wcześniej się rozpadł, lecz z czasem stał się projektem dawnego lidera tamtej grupy, Marka Kozelka, w którym współpracuje z często zmieniającymi się muzykami. Nazwa zespołu jest hołdem dla koreańskiego boksera Moon Sung-Kila. W twórczości zespołu można także odnaleźć wiele odniesień do boksu, który fascynuje Kozelka: w piosence „Pancho Villa” wspomina o pięściarzach Salvadorze Sanchezie i Bennym Parecie, a sam tytuł to imię i nazwisko filipińskiego boksera, utwór „Dook Koo Kim” również jest poświęcony bokserowi.

## Historia
W 2001 roku po długich zmaganiach prawnych wytwórnia ostatecznie wydała ostatnią płytę Red House Painters, Old Ramon, nagraną trzy lata wcześniej. Tym samym zakończyła się historia rozwiązanego 3 lata wcześniej zespołu, w którym Kozelek był wokalistą i frontmenem. Po jej pojawieniu się Kozelek wydał wiele płyt solowych (m.in. White Christmas Live), dopóki w 2002 roku nie założył zespołu Sun Kil Moon. Grupa, której skład początkowo przedstawiał się następująco: Anthony Koutsos (perkusja), Jerry Vessel (bas) oraz wspomagający zespół Geoff Stanfield i Tim Mooney (znany wcześniej z działalności w American Music Club). Nagrali oni pierwsze wydawnictwo Sun Kil Moon, Ghosts of the Great Highway, wydane w 2003. Znalazły się na nim aż 3 piosenki o bokserach zmarłych w wieku 23 lat oraz utwór poświęcony muzykowi Judas Priest, Glennowi Tiptonowi. Zebrało ono pozytywne recenzje i średnią ocenę 84/100 na stronie Metacritic, a zespół wkrótce ruszył w trasę koncertową. W 2005 roku Kozelek zagrał w filmie Troje do pary (Shopgirl) Steve'a Martina, gdzie wykorzystano też piosenki Sun Kil Moon. Pod koniec roku pojawił się album Tiny Cities z jedenastoma coverami indierockowej kapeli Modest Mouse – krążek był pierwszym wydanym we własnej wytwórni wokalisty, Caldo Verde. W 2007 roku na rynek trafiła reedycja Ghosts of the Great Highway wraz z sześcioma bonusowymi utworami akustycznymi.
Kolejne wydawnictwo zespołu to April z 2008, nagrane w składzie Kozelek/Koutsos/Stanfield z gościnnymi wokalami od Willa Oldhama i Bena Gibbarda, przyjaciela Kozelka. W 2009 i 2010 roku zespół wydał dwa wydawnictwa krótkogrające. Następna, czwarta płyta Admiral Fell Promises ukazała się w 2010 roku. Jedyną osobą śpiewającą, produkującą i grającą na gitarze z nylonowymi strunami (jedynym instrumentem) był w tym przypadku lider. W dwa lata później wydano piątą już płytę Among the Leaves z towarzyszeniem zupełnie nowych muzyków. 13 czerwca 2012 roku zmarł były perkusista grupy, Tim Mooney.
W roku 2013 Kozelek nagrał album z coverami Like Rats oraz dwie płyty we współpracy z innymi twórcami. W 2014 roku do sklepów trafiła płyta Benji, zawierająca wiele odniesień do śmierci, przemijania, rodziny, a także filmów i seryjnych morderców. Otrzymała ona najpochlebniejsze oceny spośród wszystkich wydawnictw grupy, zdobywając 85/100 punktów na Metacritic.  W czerwcu 2015 roku wydana została płyta Universal Themes, a w 2017 – Common as Light and Love Are Red Valleys of Blood.

## Obecny skład
- Mark Kozelek — wokal, gitara
- Isabel Castelvi — skrzypce
- Chris Connolly — instrumenty klawiszowe
- Eric Pollard — perkusja
- Nick Zubeck — gitara elektryczna

## Dyskografia
Albumy studyjne
- Ghosts of the Great Highway (2003)
- Tiny Cities (2005)
- April (2008)
- Admiral Fell Promises (2010)
- Among the Leaves (2012)
- Benji (2014)
- Universal Themes (2015)
- Common as Light and Love Are Red Valleys of Blood (2017)
- This Is My Dinner (2018)
- I Also Want to Die in New Orleans (2019)
- Welcome to Sparks, Nevada (2020)
- Lunch in the Park (2021)
- Quiet Beach House Nights (2023)
- All the Artists (2025)

EP-ki
- Tonight the Sky (2009)
- I'll Be There (2010)

Single
- ”Carry Me Ohio” (2003)
- ”The Possum” (2014)